# Shymaa Abou El-Yazed
Shymaa Abou El-Yazed est une karatéka égyptienne. Elle a remporté la médaille d'or en kumite plus de 68 kg aux championnats du monde de karaté 2014 à Brême après avoir obtenu la médaille d'argent en kumite plus de 60 kg aux championnats d'Afrique de karaté 2008 à Cotonou.
Elle est médaillée de bronze en plus de 68 kg et en kumite par équipes aux Championnats du monde de karaté 2018 à Madrid.